# بریستول پگاسوس
بریستول پگاسوس (به انگلیسی: Bristol Pegasus) یک هواگرد ساختِ کارخانهٔ بریستول ایروپلین در کشور بریتانیا است.